# بامبو
بامبو هو لاعب كرة قدم غيني بيساوي وبرتغالي في مركز الهجوم، ولد في 22 أكتوبر 1974 في بيساو في غينيا بيساو. لعب مع A.D. Esposende ‏.

## وصلات خارجية
- بامبو على موقع قاعدة بيانات كرة القدم.إي يو (الإنجليزية)